# فرايهر

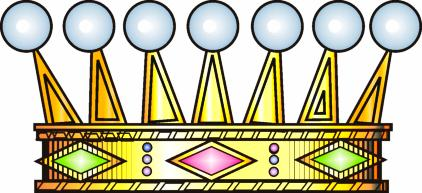

فرايهر تختصر فرهر للرجال وفرفر لزوجاتهم وتعني حرفيًا السيد الحر والسيدة الحُرة. ويطلق على بناتهم غير المتزوجات وعماتهن فراين. وتستخدم هذه التسميات كألقاب للنبلاء في المناطق الناطقة بالألمانية بما في ذلك الإمبراطورية الرومانية المقدسة وغيرها من الدول والمناطق الألمانية مثل النمسا، بروسيا، بافاريا، ليختنشتاين ولوكسمبورغ.